# 1958-as francia alkotmányos népszavazás
1958. szeptember 28-án alkotmányos népszavazást tartottak Franciaországban. A választókat megkérdezték, hogy jóváhagyják-e a Charles de Gaulle által írt V. Francia Köztársaság alkotmányának elfogadását. Elsöprő többséggel, a szavazatok 82,6%-ával végül megszavazták. A részvétel 84,9%-os volt az Európai Franciaországban, összességében pedig 79,8%.

## Eredmények
| Választás               | Európai Franciaország | Európai Franciaország | Összes     | Összes |
| Választás               | Szavazatok            | %                     | Szavazatok | %      |
| ----------------------- | --------------------- | --------------------- | ---------- | ------ |
| Igen                    | 17 668 790            | 79,3                  | 31 123 483 | 82,6   |
| Nem                     | 4 624 511             | 20,7                  | 6 556 073  | 17,4   |
| Érvénytelen szavazatok  | 303 549               | –                     | 418 297    | –      |
| Összes                  | 22 596 850            | 100                   | 38 097 853 | 100    |
| Forrás: Nohlen & Stöver |                       |                       |            |        |

A „összes” rész tartalmazza a tengerentúli megyéket, francia Algériát (most Algéria), a Szaharát, a tengerentúli területeket (kivéve Francia Togóföldet (most Togo), Francia Kamerunt (most Kamerun), Francia Új-Hebridákat (most Vanuatu) és Wallist és Futunat-ot) és a külföldön élő francia állampolgárokat.
| Territory                                     | Igen      | %     | Nem       | %     | Érvénytelen szavazatok | Összes szavazat | Regisztrált választók | Részvétel |
| --------------------------------------------- | --------- | ----- | --------- | ----- | ---------------------- | --------------- | --------------------- | --------- |
| Algéria                                       | 3 357 763 | 96,59 | 118 631   | 3,41  | 38 816                 | 3 515 210       | 4 412 171             | 79,67     |
| Csád                                          | 804 355   | 98,29 | 14 042    | 1,71  | 4 628                  | 823 015         | 1 243 450             | 66,19     |
| Comore-szigetek                               | 63 899    | 97,33 | 1 756     | 2,67  | 265                    | 65 920          | 71 099                | 92,72     |
| Elefántcsontpart                              | 1 595 238 | 99,99 | 216       | 0,01  | 1 156                  | 1 596 610       | 1 636 533             | 97,56     |
| Francia Dahomey (most Benin)                  | 418 963   | 97,84 | 9 246     | 2,16  | 3 198                  | 431 407         | 775 170               | 55,65     |
| Francia Polinézia                             | 16 196    | 64,40 | 8 952     | 35,60 | 99                     | 25 247          | 30 950                | 81,57     |
| Francia Szomáliföld (most Dzsibuti)           | 8 662     | 75,24 | 2 851     | 24,76 | 70                     | 11 583          | 15 914                | 72,78     |
| Francia Szudán (most Mali)                    | 945 586   | 97,54 | 23 875    | 2,46  | 2 736                  | 972 197         | 2 142 266             | 45,38     |
| Gabon (most Kongói Köztársaság)               | 190 334   | 92,58 | 15 244    | 7,42  | 3 022                  | 208 600         | 265 161               | 78,67     |
| Guinea                                        | 56 981    | 4,78  | 1 136 324 | 95,22 | 10 570                 | 1 203 875       | 1 408 500             | 85,47     |
| Madagaszkár                                   | 1 363 059 | 77.64 | 302,557   | 22.36 | 11,859                 | 1,767,475       | 2,154,939             | 82.02     |
| Mauritánia                                    | 302,018   | 94.04 | 19,126    | 5.96  | 1,307                  | 322,451         | 382,870               | 84.22     |
| Közép-Kongó (most Kongói Köztársaság)         | 339,436   | 99.38 | 2,133     | 0.62  | 781                    | 342,350         | 433,403               | 78.99     |
| Új-Kaledónia                                  | 26,085    | 98,12 | 500       | 1,88  | 443                    | 27 028          | 35 163                | 76,86     |
| Niger                                         | 372 383   | 78,43 | 102 395   | 21,57 | 19 175                 | 493 953         | 1 320 174             | 37,42     |
| Szahara                                       | 232 113   | 98,60 | 3 289     | 1,40  | 910                    | 236 312         | 282 099               | 83,77     |
| Saint-Pierre és Miquelon                      | 2 325     | 98,06 | 46        | 1,94  | 227                    | 2 598           | 2 802                 | 92,72     |
| Szenegál                                      | 870 362   | 97,55 | 21 901    | 2,45  | 1 106                  | 893 369         | 1 106 828             | 80,71     |
| Ubangi-Chari (most Közép-afrikai Köztársaság) | 487 033   | 98,77 | 6 089     | 1,23  | 3 553                  | 496 675         | 625 663               | 79,38     |
| Felső-Volta (most Burkina Faso)               | 1 415 651 | 99,18 | 11 687    | 0,82  | 3 829                  | 1 431 167       | 1 914 908             | 74,74     |
| Forrás: Direct Democracy                      |           |       |           |       |                        |                 |                       |           |

## Fordítás
Ez a szócikk részben vagy egészben  a(z)   1958 French constitutional referendum című angol Wikipédia-szócikk ezen változatának fordításán alapul.  Az eredeti cikk szerkesztőit annak laptörténete sorolja fel. Ez a jelzés csupán a megfogalmazás eredetét és a szerzői jogokat jelzi, nem szolgál a cikkben szereplő információk forrásmegjelöléseként.